# Житие и вознесение Юрася Братчика
«Житие и вознесение Юрася Братчика» — советский художественный фильм-притча, поставленный на киностудии «Беларусьфильм» в 1967 году режиссёром Владимиром Бычковым по сценарию белорусского писателя Владимира Короткевича «Христос приземлился в Гродно».
Из-за темы «голодного бунта» и религиозных мотивов уже готовый фильм не был выпущен в прокат и пролежал на полке до 1989 года.
Существуют два варианта фильма — русскоязычный (под оригинальным названием «Житие и вознесение Юрася Братчика») и белорусскоязычный (под названием «Хрыстос прызямліўся ў Гародні»). Также есть версия белорусскоязычного варианта с русскими титрами.

У этого фильма нелёгкая судьба. Ему довелось почувствовать на себе безжалостные ножницы, которые вырезали из его живого тела «крамолу». Он был осуждён на заключение и 22 года пролежал на полке. Он пережил смерть своего автора — незабываемого Владимира Короткевича.

## Сюжет
XVI век. В Великом Княжестве Литовском властвует Сигизмунд Август, одновременно являющийся польским королём. А по дорогам княжества бродяжит нищий артист-сатирик Юрась Братчик. В маленьком кукольном театре — «батлейке», который он тягает на собственных плечах, Юрась устраивает представления для простых людей. По роковой случайности зрителями оказываются объекты его критики — представители знати во главе с самим кардиналом. Пытаясь убежать от расправы, Братчик попадает в компанию таких же, как он, бродяг.
Подружившись, маргиналы решают создать артистическую труппу, но уже не с обличающими богатеев спектаклями, а с «пристойным», религиозным репертуаром. Юрась берётся за исполнение роли Христа, его друзья — Апостолов.
Поскольку большинство населения княжества в то время никогда и не слыхало о существовании каких-то актёров и спектаклей, появились слухи о том, что Спаситель и его свита — настоящие. Этим в корыстных целях пытается воспользоваться хитрый монах-иезуит Босяцкий.
Арестованного по приказу кардинала Юрася и его друзей — «апостолов», загримировав и одев в соответствующие одежды, выводят к народу. Голодный люд начинает молить о хлебе, и Юрась ведёт толпу к закромам богатеев. Сбежав от кардинала, Юрась с друзьями укрывается в женском монастыре. С помощью народа они разбивают и напавших татар, и войско кардинала.

## В ролях
- Лев Дуров — Юрась Братчик — бродяга из Пьяного двора, школяр-недоучка, за доброту и сомнения в вере изгнанный из Мирского коллегиума, а после преображённый в Христа
- Илья Рутберг — Иосия бен Раввуни — бывший медных дел мастер, бывший ювелир, бывший толкователь Талмуда, неизвестно за что прозванный Иудой
- Лев Круглый — Резчик — за маловерие и упрямство своё названный апостолом Фомой
- Алексей Смирнов — Лявон Конавка — бородатый рыбарь, за тугодумие своё преображённый в апостола Петра
- Павел Кормунин — Богдан Роскаш — убогий шляхтич, за горделивость свою поставленный апостолом Павлом
- Любовь Румянцева — Марина Кривиц — блудница, тайно преображённая в апостола Иоанна
- Другие бывшие бродяги, тоже случайно назначенные апостолами:
  - Анатолий Столбов
  - Владимир Поночевный
  - Ростислав Шмырёв
  - Игорь Смушкевич
  - Владимир Васильев
  - Э. Перегуд
- Вячеслав Бровкин — кардинал Киприан Лотр — власть церкви
- Донатас Банионис — иезуит Флориан Босяцкий — хитрость и сладкословье её

## Съёмочная группа
- Автор сценария — Владимир Короткевич
- Постановка — Владимира Бычкова при содействии Сергея Скворцова
- Главный оператор — Анатолий Заболоцкий
- Художники-постановщики — Евгений Игнатьев, Шавкат Абдусаламов
- Композитор — Олег Каравайчук

## Дополнительные сведения
- Роман Владимира Короткевича «Христос приземлился в Гродно»[2] стал основой для сценария фильма.
- По воспоминаниям О. Белоусова: «После катастрофической неудачи с фильмом „Христос приземлился в Гродно“, который Владимир Бычков делал на „Беларусьфильме“ по сценарию Владимира Короткевича, после того, как все киноначальники и в Москве, и в Минске буквально „вытирали об него ноги“, заставляя вносить исправления, доделки, переделки, кромсая ткань фильма по живому, уродуя его, уничтожая, как произведение — Володя уехал в Москву. На Минск обиделся крепко. В Москве снял тоже весёлый, романтический, детский фильм „Достояние республики“ и пропал. Пропал надолго, так, как умеют пропадать только кинорежиссёры, впавшие в немилость, — был человек, и нет его! Ни в титрах, ни в профессиональном трёпе, ни в воспоминаниях коллег, ни в Фестивальных списках»[3]. В действительности В. Бычков продолжал творческую деятельность, снял ряд фильмов: «Русалочка» (1976), «Есть идея!» (1977), «Циркачонок» (1979), «История одного подзатыльника» (1980), «Осенний подарок фей» (1984), «Полёт в страну чудовищ» (1986).
- Из-за темы «голодного бунта» и религиозных мотивов уже готовый фильм пролежал на полке до 1989 года. «В годы Перестройки ему (Владимиру Бычкову) дозволили вернуть авторский монтаж — материалы фильма сохранила монтажёр фильма Вета Коляденко — и авторское название. Фильм вышел под изначальным названием „Житие и вознесение Юрася Братчика“, но он уже не воспользовался популярностью. Настало время бандитских разборок в кино. История о Христе затерялась в стрельбе и плохих фильмах»[3].
- Комплекс декораций для съёмок фильма «Христос приземлился в Гродно» был построен в Крыму, на мысе Понизовка[4]. В работе над эскизами к этому фильму художник Шавкат Абдусаламов впервые обратился к Евангелию и Библии[5].
- Юбилейная ретроспектива фильмов, посвящённая 80-летию со дня рождения классика белорусской литературы Владимира Короткевича открылась показом ленты «Хрыстос прызямліўся ў Гародні»[6].
- Исполнитель роли кардинала Вячеслав Бровкин — кинорежиссёр, снявший тринадцать серий телесериала «Следствие ведут ЗнаТоКи».